# Dębno (jezioro w powiecie wałeckim)
Dębno – jezioro w woj. zachodniopomorskim, w pow. wałeckim, w gminie Wałcz, leżące na terenie Równiny Wałeckiej. Jezioro położone jest około 3 km na wschód od Czechynia.
Według urzędowego spisu opracowanego przez Komisję Nazw Miejscowości i Obiektów Fizjograficznych (KNMiOF) opublikowanego przez Główny Urząd Geodezji i Kartografii (GUGiK) i udostępnionego na stronach Komisja Standaryzacji Nazw Geograficznych (KSNG) nazwa tego jeziora to Dębno. W różnych publikacjach i na mapach topograficznych jezioro to występuje pod nazwą Dąb, na niektórych mapach topograficznych pojawia się też nazwa Krąpsko Dolne.
Powierzchnia zwierciadła wody według różnych źródeł wynosi od 25,0 ha przez 27,1 ha aż do 27,21 ha.
Zwierciadło wody położone jest na wysokości 81,8 m n.p.m. lub 82,3 m n.p.m.. Średnia głębokość jeziora wynosi 5,9 m, natomiast głębokość maksymalna 15,6 m.
Północnym brzegiem jeziora przebiega granica województw zachodniopomorskiego i wielkopolskiego.
Jest to jezioro polodowcowe, rynnowe o typowym dla tych jezior wydłużonym kształcie i stromych brzegach porośniętych lasem.
Przez jezioro to przepływa rzeka Rurzyca, którą wiedzie Szlak wodny im. Jana Pawła II.
Rzeką tą jezioro to jest połączone z leżącym w górę rzeki jeziorem Krąpsko – Radlino (Krąpsko Średnie).